# 짝패 (드라마)
《짝패》는 MBC 특별기획 드라마이다. 《역전의 여왕》 후속으로 2011년 2월 7일부터 2011년 5월 24일까지 방영되었다.
한편, 한지혜 (동녀 역)가 해당 작품으로 연속극 복귀를 했는데 <짝패>에 앞서 SBS 별을 따다줘로 연속극 복귀를 할 예정이었으나 주말 특별기획 드라마에서 9시 월화 미니시리즈로 편성이 바뀌자 고사했다.

## 등장 인물

### 주요 인물
- 천정명 : 천둥 역 (아역 노영학)
- 한지혜 : 동녀 역 (아역 진세연)
- 이상윤 : 귀동 역 (아역 최우식)
- 서현진 : 달이 역 (아역 이선영)

### 거지패
- 이문식 : 장꼭지 역
- 서이숙 : 큰년 역
- 안연홍 : 작은년 역
- 정경호 : 껄떡 역
- 김기방 : 곰치 역
- 조창근 : 풍개 역
- 김경진 : 말손 역

### 김진사댁
- 최종환 : 김진사 역
- 임채원 : 권씨 역
- 이설아 : 금옥 역 (아역 김소현)
- 김명수 : 현감 역
- 정한헌 : 박서방 역
- 라미란 : 업득네 역
- 이지수 : 삼월 역
- 주보비 : 담살 역

### 성초시측
- 강신일 : 성초시 역
- 백종학 : 유선달 역

### 달이네
- 임현식 : 황노인 역
- 권오중 : 강포수 역
- 최혜경 : 복녀 역

### 이참봉댁
- 윤유선 : 막순 역
- 정인기 : 쇠돌 역
- 윤용현 : 춘보 역

### 그외 인물
- 임성규 : 진득 역 (아역 박대원)
- 김용희 : 판술 역 (아역 치우)
- 심양홍 : 포도대장 역
- 김병춘 : 종사관 역
- 공형진 : 공포교 역
- 송경철 : 민두령 역
- 임대호 : 붓들아범 역
- 김수현 : 붓들어멈 역
- 임현성 : 도갑 역 (아역 최우혁)
- 김세민 : 이생원 역
- 정찬 : 조선달 역
- 이기영 : 왕두령 역
- 이신성 : 봉삼 역
- 아용주 : 맹돌 역
- 민성욱 : 갑동 역
- 김윤서 : 다모 역
- 홍완표 : 아래적 역
- 이상훈 : 만덕 역
- 임화영 : 언년이 역
- 박주용 : 을식 역
- 김용희 : 임포졸 역
- 이미은 : 임포졸의 아내 역
- 김민수 : 민도령 역
- 이우진 : 패두 역
- 장희웅 : 장포교 역
- 홍소희 : 덴년 역
- 김영석
- 박영지
- 전일범
- 손선근
- 전헌태
- 문경민
- 윤영목
- 김태종

### 특별 출연
- 양미경 : 귀동 생모 역. (1회)[2]

## 수상
- 2011년 MBC 연기대상 여자 신인상 서현진
- 2011년 MBC 연기대상 남자 PD상 최종환

## 시청률
| 2011년 | 2011년   | 2011년         | 2011년       | 2011년         | 2011년       |
| 회차   | 방송일   | TNmS 시청률    | TNmS 시청률  | AGB 시청률     | AGB 시청률   |
| 회차   | 방송일   | 대한민국(전국) | 서울(수도권) | 대한민국(전국) | 서울(수도권) |
| ------ | -------- | -------------- | ------------ | -------------- | ------------ |
| 제1회  | 2월 7일  | 8.9%           | 11.9%        | 10.2%          | 11.9%        |
| 제2회  | 2월 8일  | 10.6%          | 12.5%        | 12.8%          | 15.8%        |
| 제3회  | 2월 14일 | 11.4%          | 13.3%        | 13.3%          | 15.2%        |
| 제4회  | 2월 15일 | 11.5%          | 14.0%        | 14.2%          | 15.7%        |
| 제5회  | 2월 21일 | 11.0%          | 13.2%        | 13.2%          | 14.9%        |
| 제6회  | 2월 22일 | 12.8%          | 15.2%        | 14.3%          | 15.7%        |
| 제7회  | 2월 28일 | 12.6%          | 14.9%        | 14.0%          | 15.3%        |
| 제8회  | 3월 1일  | 16.3%          | 19.7%        | 18.1%          | 20.8%        |
| 제9회  | 3월 7일  | 13.8%          | 17.6%        | 16.9%          | 18.9%        |
| 제10회 | 3월 8일  | 14.6%          | 16.6%        | 18.4%          | 20.8%        |
| 제11회 | 3월 14일 | 12.4%          | 15.6%        | 15.7%          | 17.5%        |
| 제12회 | 3월 15일 | 14.4%          | 16.9%        | 17.7%          | 20.2%        |
| 제13회 | 3월 21일 | 12.9%          | 15.9%        | 15.3%          | 17.2%        |
| 제14회 | 3월 22일 | 14.5%          | 17.5%        | 17.2%          | 19.7%        |
| 제15회 | 3월 28일 | 13.6%          | 16.3%        | 16.3%          | 18.3%        |
| 제16회 | 3월 29일 | 14.6%          | 17.7%        | 16.7%          | 18.9%        |
| 제17회 | 4월 4일  | 12.6%          | 13.4%        | 14.6%          | 16.0%        |
| 제18회 | 4월 5일  | 13.0%          | 14.5%        | 15.5%          | 17.6%        |
| 제19회 | 4월 11일 | 14.3%          | 16.6%        | 16.4%          | 18.4%        |
| 제20회 | 4월 12일 | 13.1%          | 16.4%        | 17.1%          | 19.1%        |
| 제21회 | 4월 18일 | 12.8%          | 15.0%        | 15.2%          | 16.8%        |
| 제22회 | 4월 19일 | 13.1%          | 15.6%        | 15.0%          | 16.5%        |
| 제23회 | 4월 25일 | 12.2%          | 15.0%        | 14.9%          | 16.7%        |
| 제24회 | 4월 26일 | 13.0%          | 15.8%        | 15.7%          | 17.5%        |
| 제25회 | 5월 2일  | 13.0%          | 16.5%        | 15.6%          | 18.0%        |
| 제26회 | 5월 3일  | 12.8%          | 15.1%        | 16.1%          | 18.3%        |
| 제27회 | 5월 9일  | 12.6%          | 14.6%        | 16.5%          | 19.3%        |
| 제28회 | 5월 10일 | 14.2%          | 17.3%        | 17.7%          | 20.3%        |
| 제29회 | 5월 16일 | 13.1%          | 16.2%        | 15.3%          | 17.5%        |
| 제30회 | 5월 17일 | 13.6%          | 16.6%        | 15.5%          | 17.8%        |
| 제31회 | 5월 23일 | 12.4%          | 15.1%        | 15.2%          | 17.3%        |
| 제32회 | 5월 24일 | 12.8%          | 15.2%        | 15.8%          | 18.0%        |

## 경쟁 프로그램
- 아테나: 전쟁의 여신 (SBS)
- 마이더스 (SBS)
- 내게 거짓말을 해봐 (SBS)
- 드림하이 (KBS 2TV)
- 강력반 (KBS 2TV)
- 동안미녀 (KBS 2TV)

## 같이 보기
- 추노 (KBS)